# 淮安县 (江苏省)
淮安县，中国旧县名，今江苏省淮安市淮安区前身。
1914年，依《改定各省重複縣名及存廢理由清單》，江苏省山阳县改名淮安县。属淮扬道。1927年，淮扬道废，直属江苏省。1932年，属淮阴行政区监督。1934年，江苏省设置行政督察區。为第七行政督察区专员公署辖区。1939年，淮属各县陆续沦陷于日军之手。1944年时，属汪精卫政权淮海省第五行政督察专员公署。
抗日战争期间，中国共产党领导的八路军、新四军进入苏北。曾设立淮安县政府。1945年10月，中共政权成立苏皖边区政府。淮安县属第五行政区。1946年2月，由淮安县划出淮城市，为第五行政区直辖市。9月，淮城市并入淮安县。1947年，中華民國內政部编撰的《中華民國行政區域簡表》中，淮安县县域面积为2310.25平方公里，人口为768443人，为2等县:12。
1949年1月3月，撤销两淮市，淮城镇并入淮安县。时属盐城专区。1950年3月，苏北行政公署撤销淮宝县，辖地分别划入淮阴、淮安、宝应3县。1954年8月，由盐城专区划入淮阴专区。1983年，属地级淮阴市。1987年，改为县级淮安市。